# Le Journal de Mickey
Le Journal de Mickey o JDM és una revista setmanal francesa de dibuixos animats publicada des de 21 d'octubre de 1934. La publicació es va interrompre entre 1944 i 1952 i després es va reprendre la numeració de zero. Reputada com la primera revista a França amb personatges de Disney, se centra en les aventures de Mickey Mouse, però també conté altres còmics. És considerada la revista francesa més antiga per a joves que encara està en activitat i se l'associa amb el naixement del còmic francobelga. Cada setmana, hi ha diverses seccions com «Photoblag», «Bloga Blag» o bé «On s'dit tout» i moltes més.

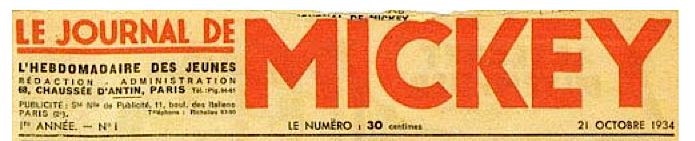
Capçalera del primer número (21 d'octubre 1934).